# Compute!
Compute!, spesso stilizzato come COMPUTE!, è stata una rivista statunitense dedicata all'home computer pubblicata dal 1979 al 1994. Le sue origini possono essere fatte risalire al 1978 nella PET Gazette di Len Lindsay, una delle prime riviste per il computer Commodore PET.  Nel suo periodo di massimo splendore negli anni '80, Compute! aveva contenuti riguardanti tutte le principali piattaforme e furono lanciati diversi spin-off monopiattaforma della rivista. Il progetto di maggior successo è stato Compute!'s Gazette, rivolta agli utenti dei computer VIC-20 e Commodore 64.

## Storia
L'obiettivo originale di Compute! era scrivere e pubblicare programmi per tutti i computer che utilizzavano una qualche versione della CPU MOS Technology 6502. Tutto iniziò nel 1979 con il PET, il VIC-20, l'Atari 400/800, l'Apple II+ e alcuni computer basati sul 6502 che potevano essere venduti in kit di montaggio, come il Rockwell AIM 65, il KIM-1 della MOS Technology e altri di aziende come la Ohio Scientific. In seguito gli articoli sui kit di computer e sul Commodore PET furono abbandonati. Le piattaforme che divennero i "pilastri" della rivista furono il Commodore 64, il VIC-20, i computer Atari a 8 bit, il TI-99/4A e l'Apple II. Successivamente la piattaforma 6502 fu abbandonata dalla rivista e alla sua gamma furono aggiunti i compatibili IBM PC, Atari ST e Amiga. Pubblicò anche una fortunata collana di libri di informatica, molti dei quali erano costituiti da raccolte di articoli tratti dalla rivista.
ABC Publishing acquisì Compute! Publications nel maggio 1983 per 18 milioni di dollari in azioni, e la tiratura della rivista fu aumentata da 200.000 a 420.000 copie entro la fine dell'anno. Compute!'s Gazette, per i computer Commodore, iniziò a essere pubblicata quell'anno.
La maggior parte dei personal computer dell'epoca erano dotati di una qualche versione del linguaggio di programmazione BASIC. Vennero pubblicati anche programmi in linguaggio macchina, solitamente per semplici videogiochi. Si possono citare in particolare software come l'elaboratore di testi multipiattaforma SpeedScript, il foglio di calcolo SpeedCalc e i giochi Laser Chess e Arcade Volleyball (quest'ultimo uscito su Compute!'s Gazette).
Tra i redattori della rivista figuravano Robert Lock, Richard Mansfield, Charles Brannon e Tom R. Halfhill. Tra i famosi editorialisti figurano Jim Butterfield, l'educatore Fred D'Ignazio e l'autore di fantascienza Orson Scott Card.
Con il numero di maggio 1988, la rivista venne riprogettata e i listati dei programmi da digitare vennero eliminati,  così come gli articoli sui computer Atari a 8 bit. Nel 1990 Compute! rimase fuori stampa per diversi mesi quando fu venduta alla General Media, all'epoca editore delle riviste Omni e Penthouse, nel maggio di quell'anno. La General Media cambiò il titolo della rivista in COMPUTE, senza il punto esclamativo, e la copertina fu modificata per assomigliare a quella della rivista OMNI. Ziff Davis ha acquistato gli asset di Compute!, compreso l'elenco dei suoi abbonati, nel 1994. General Media aveva cessato le pubblicazioni prima della vendita.